# 고려대학교 세종캠퍼스
고려대학교 세종캠퍼스(영어: Korea University Sejong Campus)는 세종특별자치시에 위치한 사립대학이다.
과학기술대학, 공공정책대학, 글로벌비즈니스대학, 문화스포츠대학, 약학대학의 5개 단과대와, 일반대학원, 인문정보대학원, 경영정보대학원, 의용과학대학원, 행정전문대학원의 5개 대학원으로 구성되어 있다.
2008년 3월에 기존의 서창캠퍼스 명칭을 세종캠퍼스로 변경하였다. 세종캠퍼스는 현재의 캠퍼스와 신설될 행정도시의 캠퍼스, 오송생명과학단지의 의생명공학원, 행정도시 내 행정전문대학원을 아우르는 통합 명칭이다. 2010년 2월에는 약학대학 설립이 인가되었다.

## 연혁

### 개요
고려대학교 세종캠퍼스의 탄생
당국의 수도권 인구분산 정책에 따라 1980년 1월에는 8개 학과, 초기 정원 400명 규모의 조치원분교 설립이 인가되었는데 이것이 세종캠퍼스가 탄생하는 밑거름이 되었다. 그 후 1987년 11월 '서창캠퍼스'를 거쳐 2008년 '세종캠퍼스'로 변경되었다.
근래의 변화
2008년 3월에는 서창캠퍼스가 세종캠퍼스로 개칭되어 3월 13일 명칭선포식을 열었다. 이 과정에서 세종대학교가 고려중앙학원을 상대로 2008년 3월과 6월 유사표장 사용금지 가처분 신청과 소송을 각각 제기하였지만 모두 기각 또는 패소로 일단락되는데, 대학사회에서 당시의 현직 대통령의 모교라는 점을 이용한게 아니냐는 비판이 강했다. 2010년에는 개교 30주년을 맞았으며 2011년에는 이 곳에 약학대학 이 문을 열었다.

### 세부 내용
- 1979년 9월 22일 : 조치원분교 설치계획 승인 (대학 1041.1 - 1360)
- 1980년 1월 : 조치원분교 설치인가 - 경영학과·무역학과·경제학과·영어영문학과 독어독문학과·중어중문학과·물리학과·화학과 등 8개학과에 총정원 400명
- 1980년 1월 22일 : 교학과 신설
- 1980년 2월 29일 : 초대학장에 김시중 교수 취임
- 1980년 7월 16일 : 제 1교육관 및 제 2교육관 기공
- 1980년 10월 2일 : 국어국문학과·사회학과·수학과·응용통계학과 설치 인가
- 1981년 2월 2일 : 서무과 신설
- 1981년 2월 23일 : 현지 이전
- 1981년 5월 1일 : 교학부장직 신설
- 1981년 5월 29일 : 제 1 교육관 및 제 2 교육관 (연면적 3,986평) 준공
- 1982년 10월 : 행정학과 신설인가
- 1982년 10월 20일 : 조치원분교를 문리대학과 경상대학으로 편제 개편
- 1982년 10월 23일 : 제 3교육관 (연건평 414평) 준공
- 1983년 3월 1일 : 문리대학장 겸 경상대학장에 김권호 교수 취임
- 1983년 7월 18일 : 편제 개편으로 중앙도서관 분관으로서 조치원도서관을 두고 조치원 도서과를 신설
- 1984년 3월 1일 : 문리대학장 겸 경상대학장에 김희집 교수 취임
- 1985년 3월 1일 : 문리대학장 겸 경상대학장에 강우형 교수 취임
- 1985년 6월 15일 : 제 5교육관 (연건평 1,783평) 준공
- 1986년 8월 26일 : 문리대학장 겸 경상대학장에 김정배 교수 취임
- 1986년 10월 2일 : 편제개편으로 문리·경상대학 교학과를 교무과와 학생과로 분리 개편
- 1986년 11월 6일 : 문리대학에 전산학과·생물공학과를 신설
- 1986년 11월 7일 : 부설연구기관으로 한국학연구소와 산업개발연구소를 설치
- 1986년 11월 28일 : 체육과학관(연건평 700평) 준공
- 1987년 3월 1일 : 서무과를 총무과로 개칭
- 1987년 6월 1일 : 학생생활연구소 상담 2부 설치
- 1987년 8월 10일 : 서창기숙사 기공
- 1987년 10월 23일 : 편제 개편으로 문리대학을 인문대학, 자연과학대학으로 개편하여 총 3개 대학을 둠
- 1987년 10월 23일 : 자연과학대학에 정보공학과·식량공학과 신설
- 1987년 11월 1일 : 조치원캠퍼스의 명칭을 서창캠퍼스로 정식 제정
- 1988년 2월 11일 : 행정부서로 교학처, 사무처를 두고 경리과 신설
- 1988년 2월 13일 : 서창캠퍼스 부총장제 실시. 초대 부총장에 김시중 교수 취임
- 1988년 6월 1일 : 서창캠퍼스 부속전자계산소 설치
- 1988년 10월 29일 : 인문대 고고미술사학과, 자연과학대학 제어계측공학과·환경과학과 보건과학과·사회체육과학과, 경상대 경영정보학과 신설
- 1988년 11월 15일 : 서창도서관 기공
- 1988년 11월 28일 : 지역사회개발대학원 설치인가
- 1988년 12월 6일 : 지역사회개발대학원 교학과 신설
- 1988년 12월 8일 : 서창기숙사 기구를 신설하고 서무과를 둠
- 1989년 2월 22일 : 서창기숙사 준공
- 1989년 2월 28일 : 제 5 교육관 1개층 (연면적 466평) 증축, 행정사무실용 퀀셋건물(연면적 231평) 완공
- 1989년 8월 9일 : 서창부총장에 강우형교수 취임
- 1989년 11월 27일 : 자연과학동 부지 조성공사 기공
- 1989년 12월 6일 : 서창 건설현장사무소를 폐지하고 시설과를 신설
- 1990년 5월 3일 : 부설연구기관으로 자연과학연구소 설치
- 1990년 7월 4일 : 서창부총장에 김정배 교수 취임
- 1990년 8월 16일 : 서창도서관(연면적 3,579평) 준공
- 1990년 10월 1일 : 부속기관으로 서창후생복지부 신설
- 1990년 10월 16일 : 사회체육과학과를 사회체육학과로, 환경과학과를 환경공학과로 보건 과학과를 의용전자공학과로 명칭을 변경하고 입학정원을 1,040명에서 1,100명으로 조정 인가
- 1990년 10월 27일 : 자연과학관 (연면적 4,368.61평) 기공
- 1990년 11월 8일 : 지역사회개발대학원을 경영정보대학원으로 명칭 변경 인가 노사관계, 정보관리, 회계재무 전공을 신설하고 정원을 60명에서 90명으로 조정 인가
- 1991년 10월 7일 : 서창시청각교육연구실을 서창시청각교육연구원으로 개편하여 서창캠퍼스 부속기관으로 하고 서무과를 둠
- 1991년 10월 23일 : 입학정원을 1,100명에서 1,160명으로 조정 인가
- 1992년 4월 11일 : 호상제막 및 서창여학생기숙사 기공
- 1992년 7월 1일 : 서창부총장에 양한철 교수 취임
- 1993년 3월 13일 : 자연과학관 (연면적 4,368평) 준공
- 1993년 10월 23일 : 입학정원을 1,220명에서 1,270으로 조정 인가
- 1994년 2월 4일 : 여학생기숙사 준공
- 1994년 4월 1일 : 서창부총장 직무대리 전병훈 교수 취임 (6/21)
- 1994년 9월 1일 : 서창부총장에 김해천 교수 취임
- 1994년 10월 23일 : 입학정원을 1,270명에서 1,400명으로 조정 인가
- 1995년 10월 : 자연과학대학의 정보공학과·응용전자공학과를 전자 및 정보공학부로 통폐합
- 1995년 12월 : 시청각교육연구원을 국제어학원으로 조정, 서창경리과를 서창재무과로 개칭. 서창기숙사를 호연학사로 개칭, 예비군대대본부를 병무행정분실로 조정, 매장문화연구소 신설
- 1996년 8월 1일 : 서창캠퍼스 부총장에 이기서 교수 취임
- 1996년 10월 24일 : 인문대학 북한학과(정원 30명) 신설, 자연과학대학의 수학과, 물리학과, 화학과를 자연과학부로 통폐합
- 1996년 11월 30일 : 교직원 테니스장 준공
- 1997년 2월 4일 : 학생회관(연면적1,507평) 기공
- 1997년 9월 24일 : 자연과학대학 부설 산업기술연구소 설치
- 1997년 10월 25일 : 인문대학 문예창작학과(정원 30명), 인문정보대학원(정원 60명), 행정대학원(정원 30명) 인가 신설
- 1998년 7월 24일 : 학생회관 준공
- 1998년 8월 1일 : 서창캠퍼스 부총장에 전병훈교수 취임
- 1998년 9월 19일 : [학부통폐합] 인문대학의 국어국문학, 중어중문학, 영어영문학, 독어독문학과를 어문학부로, 사회학, 고고미술사학과, 북한학과를 인문사회학부로, 자연과학대학의 수학, 물리학, 화학, 전산학, 정보통계학과를 자연과학부로, 전자및정보공학부와 생물공학, 식품생명공학, 제어계측공학, 환경공학과를 공학부로, 경상대학의 경제학, 행정학과를 경제·행정학부로, 경영학, 무역학, 경영정보학과를 국제정보경영학부로 통폐합
- 1998년 11월 5일 : 행정대학원 대전교육원 개관
- 1999년 2월 5일 : 서창국제어학원 이전 (舊학생관)
- 1999년 5월 : 학생과와 후생복지부를 학생복지팀으로 통폐합, 교무과를 교무지원팀으로, 총무과와 재무과를 총무팀으로 통합, 시설과를 시설팀으로 기구·직제조정
- 1999년 11월 2일 : 의과학대학원 정원 35명 인가 신설
- 1999년 11월 29일 : ONE-STOP 서비스센터 개원
- 2000년 9월 : 기구·직제 추가개편에 의해 인문대학과 인문정보대학원 교학과를 인문대학·인문정보대학원 학사지원부로, 자연과학대학과 의과학대학원 교학과를 자연과학대학·의과학대학원 학사지원부로, 경상대학과 경영정보대학원 교학과를 경상대학·경영정보대학원 학사지원부로 통합하고 행정대학원 교학과를 행정대학원 학사지원부로, 국제어학원 교학과를 국제어학원 학사지원부로, 도서과를 학술정보관리부로, 호연학사 운영과를 호연학사 관리운영부로, 전자계산소를 전자계산소 전산지원부로 명칭 변경. .
- 2000년 11월 : 서창캠퍼스 부총장에 임우영교수 취임
- 2001년 3월 : 정보보호대학원(전문대학원) 신설 - 초대원장 임종인
- 2001년 5월 : 학술정보원 : 서창도서관과 서창전자계산소 통합부서 신설
- 2002년 11월 1일 : 서창캠퍼스 부총장 서리 이기서 인문대 국문과 교수
- 2003년 3월 1일 : 서창캠퍼스 부총장 표시열 행정학과 교수
- 2003년 5월 : 인문대를 어문계열과 인문사회계열로, 자연과학대를 자연과학부와 공학부로 분리
- 2003년 10월 15일 : 기획홍보처 신설, 산하기구로 기획예산팀 및 입시팀 신설, 사무처 산하에 재무팀 신설
- 2004년 2월 9일 : 서창학생생활상담소 설치, 산학협력단 설치. 편제 조정 : 학생복지팀을 취업ㆍ학생복지팀으로, 서창병무행정분팀을 서창병무행정팀으로, 대학, 대학원 및 부속교육기관 학사지원부를 학사지원팀으로 명칭 변경, 서창기술관리팀 설치
- 2004년 2월 : 호연학사 진리관 준공
- 2004년 4월 21일 : 정원식 중앙광장 조성
- 2004년 5월 10일 : 서창산학협력실 설치
- 2004년 11월 4일 : 휘트니스 센터 준공식
- 2004년 11월 25일 : 행정대학원 대전교육관 개관식
- 2004년 12월 : 종합인력개발센터 설치
- 2005년 3월 14일 : 서창캠퍼스 부총장에 이광현 교수 취임
- 2005년 3월 24일 : 과학기술대학 휴게실 - 크림슨플라자 개관
- 2005년 5월 5일 : 고려대학교 개교 100주년 기념 행사
- 2005년 5월 25일 : 농심국제관 준공식
- 2005년 7월 5일 : 매장문화재연구소를 고고환경연구소로 명칭변경
- 2006년 5월 26일 : 거버넌스연구소 신설
- 2006년 9월 12일 : 종합운동장 완공식 개최
- 2006년 11월 21일 : 호연학사 제4관 기공식 개최
- 2006년 12월 : 오송생명과학단지 내 의생명공학원 부지 매입
- 2007년 2월 1일 : 서창캠퍼스 부총장에 이광현 교수 연임
- 2008년 2월 26일 : 고려대학교 서창캠퍼스에서 고려대학교 세종캠퍼스로 명칭변경
- 2008년 3월 11일 : 고려대학교 세종캠퍼스 명칭변경 선포식 개최
- 2008년 4월 30일 : 석원경상관 기공식 개최
- 2008년 11월 7일 : 세종캠퍼스 부총장에 이윤석 교수 취임
- 2009년 2월 26일 : 기숙사 제4관 준공식 개최
- 2009년 12월 3일 : 건강바이오식품사업단 신설
- 2009년 12월 16일 : 세종교양교육원 설치
- 2010년 1월 1일 : 종합인력개발센터 및 산하 취업정보팀을 세종경력개발센터로 명칭 변경
- 2010년 1월 25일 : 세종국제어학원을 국제교류교육원으로 명칭 변경하고, 산하 학사지원팀을 운영지원팀으로 명칭 변경
- 2010년 2월 22일 : 석원경상관 준공식
- 2010년 2월 26일 : 약학대학 선정
- 2015년 : 교육부 대학구조개혁평가 결과 D+등급[10]
- 2017년 : 교육부 대학구조개혁평가 2차년도 이행점검 결과 재정지원제한 완전 해제[11]

## 개설 학과·전공
| 구분           | 단과대학명         | 학과명 | 참조 페이지 |
| -------------- | ------------------ | --- | ----------- |
| 학부과정       | 과학기술대학       | 응용수리과학부 : 데이터계산과학전공, 사이버보안전공 디스플레이·반도체물리학부 : 디스플레이융합전공, 반도체물리전공 신소재화학과, 컴퓨터융합소프트웨어학과, 전자및정보공학과, 생명정보공학과, 식품생명공학과, 전자·기계융합공학과, 환경시스템공학과, 자유공학부, 미래모빌리티학과, 지능형반도체공학과 | 대학안내    |
| 학부과정       | 공공정책대학       | 정부행정학부 공공사회·통일외교학부 : 공공사회학전공, 통일외교안보전공 경제통계학부 : 경제정책학전공, 국가통계전공, 빅데이터전공 빅데이터사이언스학부 | 대학안내    |
| 학부과정       | 글로벌비즈니스대학 | 글로벌학부 : 한국학전공, 영미학전공, 중국학전공 융합경영학부 : 글로벌경영전공, 디지털경영전공 표준·지식학과 | 대학안내    |
| 학부과정       | 문화스포츠대학     | 국제스포츠학부 : 스포츠과학전공, 스포츠비즈니스전공 문화유산융합학부 : 고고미술사학전공, 문화ICT융합전공 문화창의학부 : 미디어문예창작학전공, 문화콘텐츠전공 | 대학안내    |
| 학부과정       | 약학대학           | 약학과 | 대학안내    |
| 구분           | 유형               | 설치과정 | 참조 페이지 |
| 석사/박사 과정 | 대학원             | 일반대학원 전문대학원 : 행정전문대학원 특수대학원 : 인문정보대학원, 경영정보대학원, 의용과학대학원 | 대학원 소개 |

## 캠퍼스 안내
전체적으로 웅장한 건물들이 주를 이루고 있다. 고려대학교 홈페이지에서 캠퍼스 지도를 확인할 수 있다.

### 행정건물
- 행정관 : 고려대학교 세종캠퍼스의 행정부서들이 모여있는 건물이다. 부총장실을 비롯하여 기획처, 교학처, 사무처, 입학홍보처 등이 위치해 있다.
- 학술정보원 : 고려대 세종캠퍼스의 도서관이다. 1층에는 제1열람실, 제2열람실 제3열람실, 경력개발센터 보관됨 2008-04-15 - 웨이백 머신, 보존서고, 인터넷 카페, 스터디룸이 있으며 2층에는 신간도서실, 원스탑 서비스센터, 인문사회자료실, 3층에는 전자정보실과 연속간행물실이 설치되어 있고 4층에는 사회과학자료실이, 5층에는 자연과학자료실이 있다. 분관대출을 통해 서울캠퍼스에 위치한 자료를 상호 대차 이용할 수 있다. 건물 옥탑에 4면 시계탑이 있는 것이 특징이다. 페이지에서 열람실 좌석 현황을 확인할 수 있다.

### 강의 및 연구시설

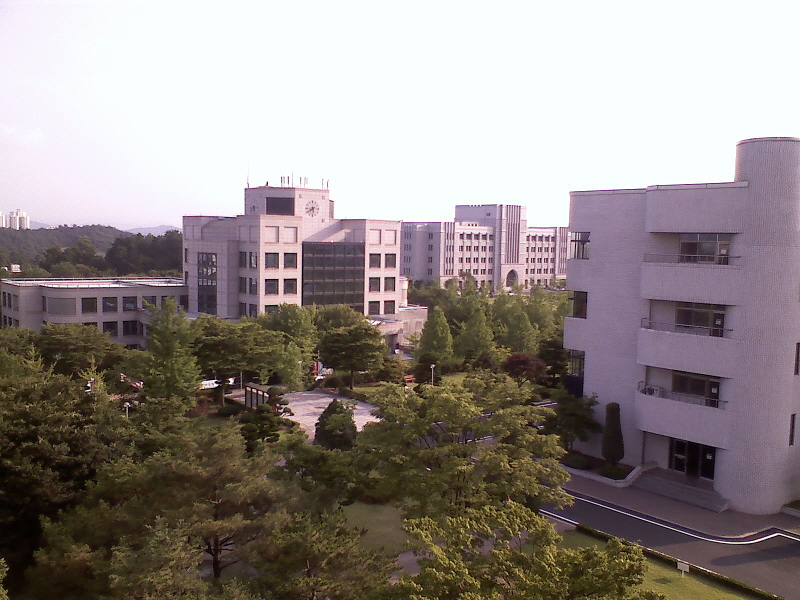
고려대학교 풍경

- 공공정책관 : 공공정책대학 소속 학과가 주로 사용하는 건물이다. 건물 두 동을 덧대어 놓은 듯한 형태이다. 한국학연구소를 비롯, 여러 인문사회과학 관련 연구소가 위치해 있다. 2010년 3월 25일 리모델링을 시작하여 7월에 완료하였다.[12]
- 제1과학기술관 : 과학기술대학 소속 학과가 주로 사용하는 건물이다. 총 6층의 'ㄷ'자 형 건물이며 실험실과 연구실 및 강의실이 있다.
- 제2과학기술관(구 경상관) : 기존에는 경상대학과 공공행정학부가 사용하던 건물이나, 2010년에 석원경상관이 완공되면서 경상대학이 이전한 데 이어 같은 해 여름에 리모델링을 실시, 제2과학기술관으로 명칭이 변경되었다.[13] 이어 과학기술대학과 약학대학이 공동으로 사용하고 있다.
- 체육과학관 : 국제스포츠학부 가 사용하는 건물이다. 체육교양 수업은 이 건물에서 이루어진다.
- 석원경상관 : 행정관 옆에 위치한 경상대학의 건물로, 2010년에 완공되었다. 건물 신축 당시 삼천리 측에서 40억원을 기부하였다.[14] 농심국제관에 이어 세종캠퍼스 내에서 석조로 된 두 번째 건물이 되었다.
- 농심국제관 : 세종캠퍼스 개교 25주년을 기념하여 2005년 5월에 완공된 석조 건물로, 농심에서 120억원의 총 공사비 중 50억원을 기부한 것을 기념하여 '농심국제관'이라는 이름이 붙게 되었다.[15] 주로 외국어 강의와 교양수업이 이루어지며, 대학원 수업도 진행된다.
- 약학연구실험동 : 제1과학기술관 뒷편과 종합운동장 사이에 위치하는 약학대학의 건물로, 2011년 6월 15일에 준공되었다.[16] 약학대학 관련 강의실과 연구실 및 실험실이 위치해 있다.
- 고고환경연구소 : 고고미술사학과 가 주관하는 고고환경연구소 가 단독으로 사용하는 건물로, 학생회관 뒤편에 위치하고 있다.
- 행정대학원 : 대전광역시 둔산동에 위치하는 4층 건물로, 대전정부청사 인근에 위치해 있다. 행정대학원 이 사용하고 있다.
- 문화스포츠관: 문화스포츠대학 건물로 공사중이다. 2019년 10월 완공 예정

### 기숙사(호연학사) 및 편의시설
호연학사
호연학사는 고려대 세종캠퍼스의 기숙사이며, 1989년에 개관한 자유관, 1994년에 개관한 정의관, 2004년에 개관한 진리관, 2009년에 개관한 미래관의 총 4개 동으로 이루어져 있다. 수용인원은 자유관 573명, 정의관 236명, 진리관 905명, 미래관 900여명을 합하여 모두 2,614여명으로 학부생 정원 대비 36.9%의 인원을 수용할 수 있다.
- 자유관 : 1989년 2월 22일에 지어진 최초의 호연학사. 남학생관으로 사용되고 있다. 3인 1실, 2인 1실
- 정의관 : 여학생 전용의 건물. 두 번째로 건설되었으며, 2006년에 리모델링을 실시하였다. 4인 1실
- 진리관 : 2005년 완공되었으며 9층의 대형건물로서 남학생과 여학생 모두가 사용하는 기숙사 건물이다. H형태의 건물로서, 한편은 남학생, 한편은 여학생이 사용한다. 1층에 식당이 위치하고 있다. 3인 1실
- 미래관 : 8층높이의 건물로서 건물 두 동사이가 스카이브릿지로 연결되어 있는 것이 특징. 남녀관을 연결하는 스카이브릿지에는 영어전용의 잉글리시 라운지가 있으며 여성관 1층에는 학생식당이, 2층에는 교직원 식당이 자리하고 있다. 본래 명칭은 호연4관이었으나, 2017년부터 미래관으로 개칭하였다. 2인 1실

편의시설
이 밖에도 교내에는 다음과 같은 편의시설이 갖추어져 있다.
- 학생회관과 크림슨플라자 : 학생회관은 학생자치기구와 고려대학교 세종캠퍼스 내 동아리들이 모여있는 건물이다. 지하를 포함하여 총 4층의 규모로 이루어져 있으며 지하에 식당, 문구점, 미용실, 안경원, 전자점, 서점 등 다양한 편의시설이 있다. 크림슨플라자는 제1학기술관 제1동 3층과 연결되어 있는 건물이다. 라운지내에 정보검색용 PC와 테이블이 있으며 매점 또한 위치하고 있다.
- 구 신봉초등학교 : 세종캠퍼스의 동·서·북쪽 3면에 맞닿아 있는 공간이다. 지리적인 이유 때문에 매입의 필요성이 꾸준이 제기되었으나 현실적인 문제로 매입이 미루어져 왔다. 2002년 5월에 고려대학교와 연기군청, 연기교육청이 '신봉초교 매매에 관한 기본 합의서'를 체결해 공식적으로 신봉초교 매입에 관한 논의를 시작하였으며, 2010년 2월 16일에 고려대학교에서 107억원에 신봉초교 건물과 부지 모두를 매입하였다. 2010년 상반기에는 인문관의 리모델링으로 인해 인문대학을 위한 임시공간으로 활용되었다.[18]
- 호익플라자 : 복층으로 되어 있는 정사각형 형태의 건물로서 식당과 여행사, 편의점, 토스트점이 입주해 있는 편의시설이다. 인문관과 제2과학기술관 사이에 자리하고 있다.
- 학군단 : 12억원의 예산으로 2006년 9월에 완공된 건물이다.[19] 학군단이 사용하고 있다.
- 휘트니스센터 : 호연학사 옆에 위치하는 230평 규모의 건물로, 현대산업개발에서 기증한 8억원으로 신축되어[20] 2004년 11월에 완공되었다.[21] 아이파크관이라고 불리기도 하는데, 현대산업개발에서 건축비의 일부를 지원했기 때문이다. 저렴하고 우수한 시설로서, 많은 학생들과 교직원들이 이용한다.
- 운동장과 테니스코트 : 종합운동장을 비롯하여 정문운동장, 제2운동장, 테니스코트가 갖추어져 있다. 종합운동장은 인조잔디 축구장, 육상트랙, 농구장, 인라인스케이트장, 노천극장이 모여있는 종합시설이다. 정문 앞에 위치한 정문운동장에는 농구장과 배드민턴장이 위치해 있다. 제2운동장은 고려대학교 세종캠퍼스가 소유하고 있는 신봉초등학교 건너편 운동장으로, 구 신봉초등학교 운동장과는 다른 공간이다. 또한 신봉초등학교 운동장의 옆쪽으로 새로운 테니스코트가 들어서 있는데, 이는 기존 테니스코트가 있던 자리에 석원경상관이 신축된 데 따른 것이다.
- 중앙광장과 호상 : 중앙광장은 농심국제관과 과학기술관, 학술정보원 사이에 있으며, 잔디와 벤치 등의 휴식공간이 마련되어 있다. 세종 호상은 학술정보원 앞에 위치해 있으며 옆에 호상비문도 함께 위치해 있다. 서울캠퍼스에 있는 호상보다 웅장하고 크다.

### 캠퍼스 사진

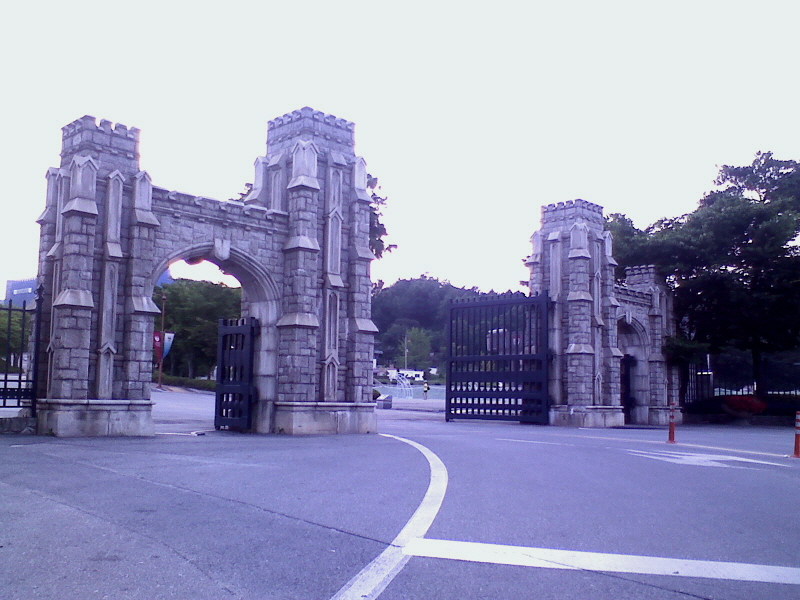
동문 (구 정문)
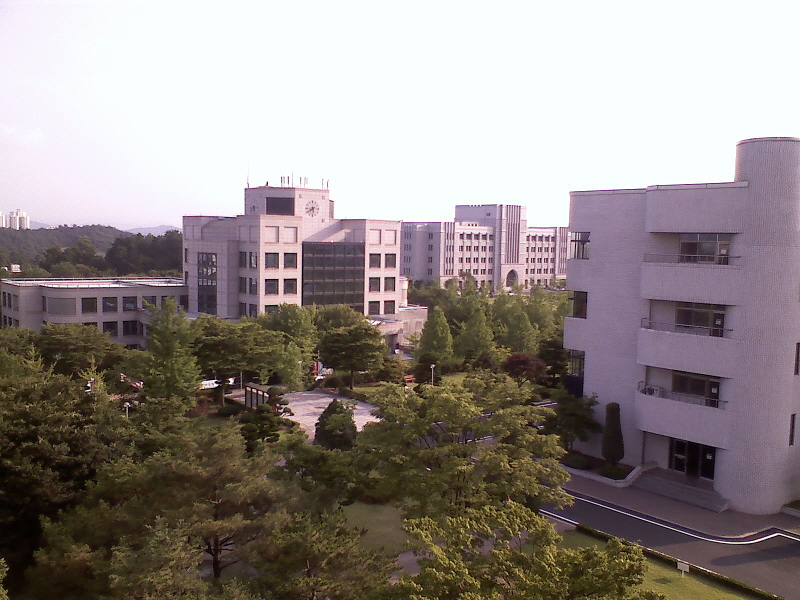
고려대 세종 풍경
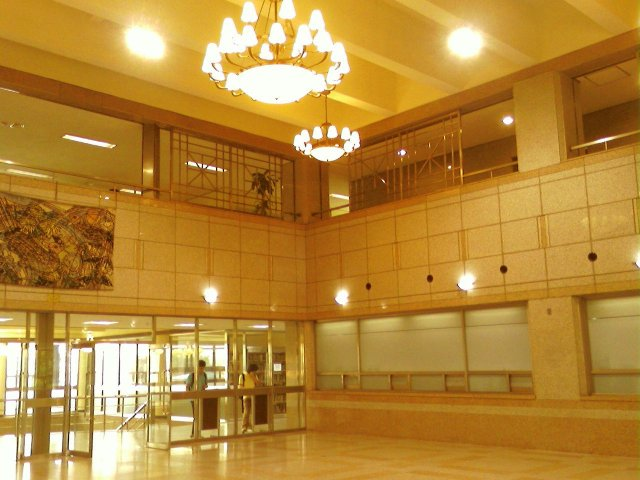
학술정보원 로비
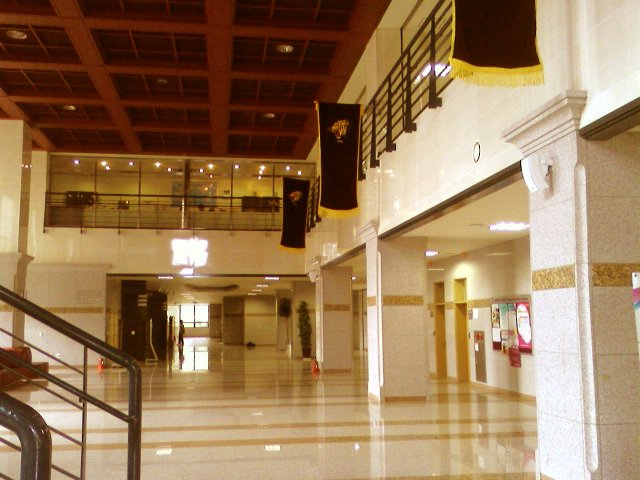
농심국제관 로비
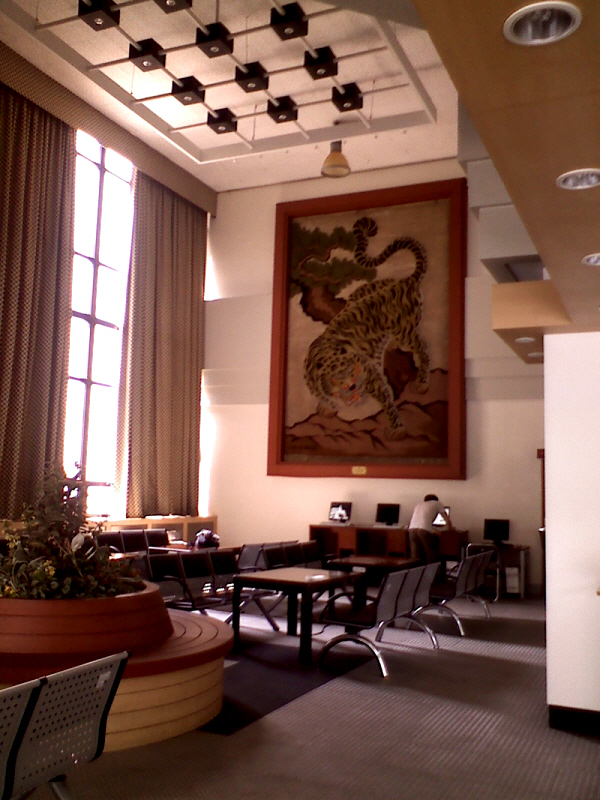
인문관 로비
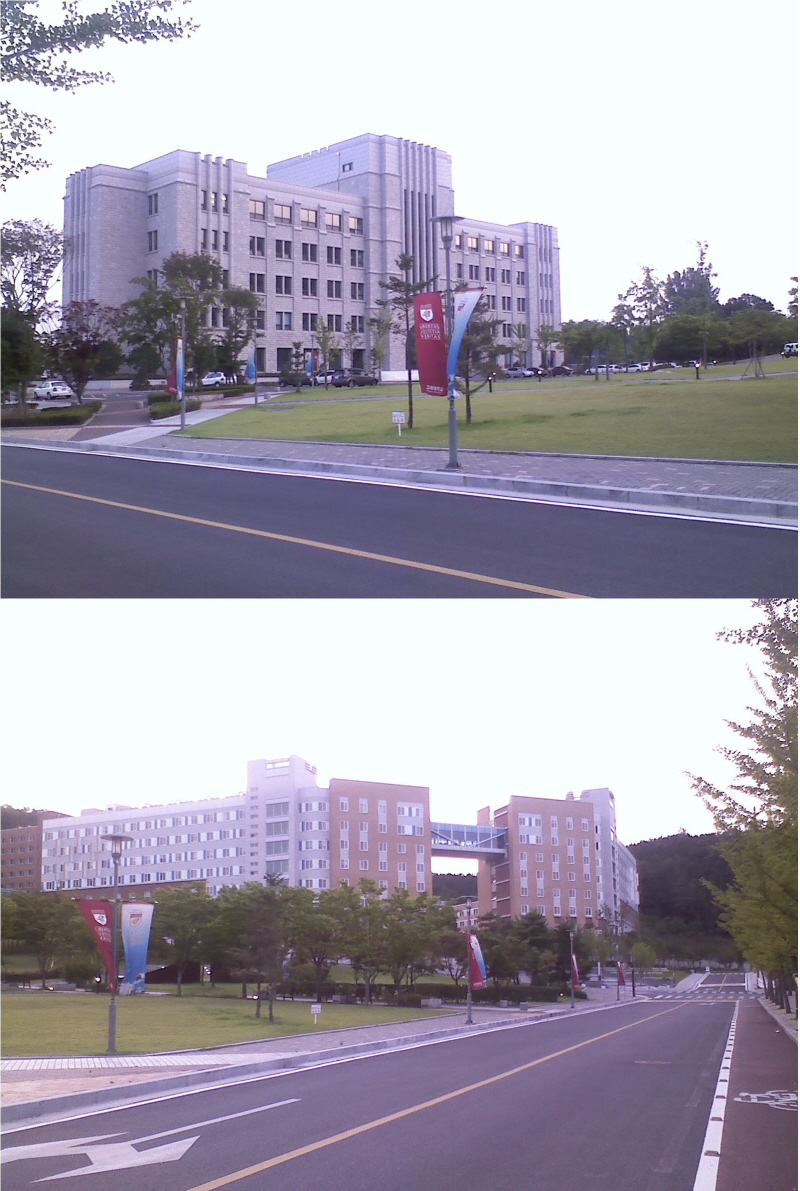
농심국제관, 미래관
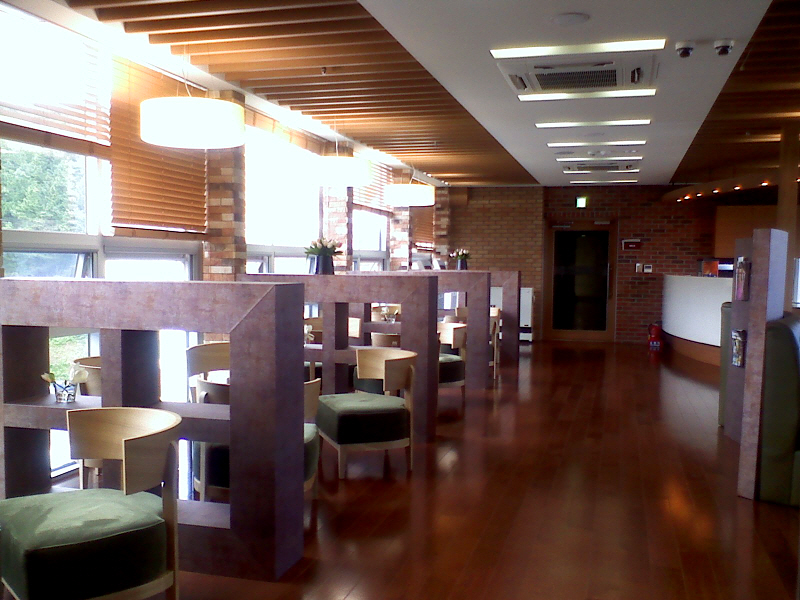
스카이 카페
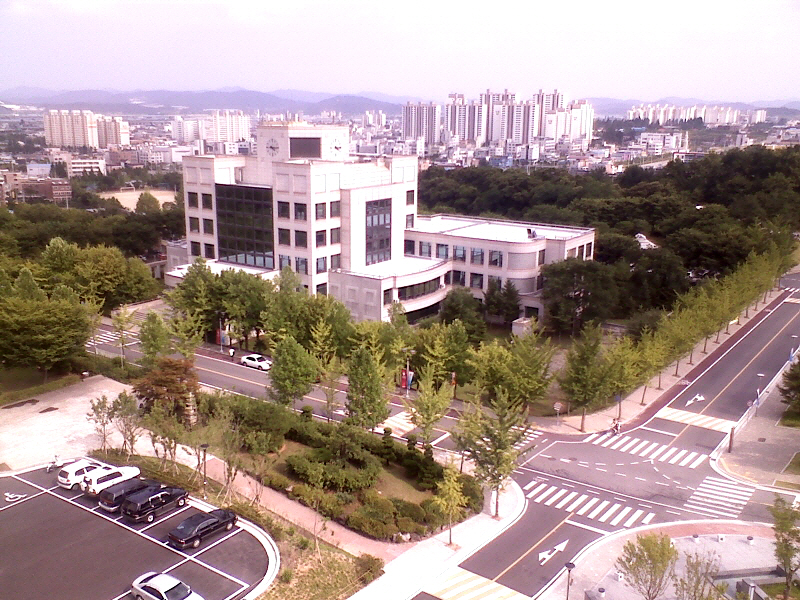
학술정보원
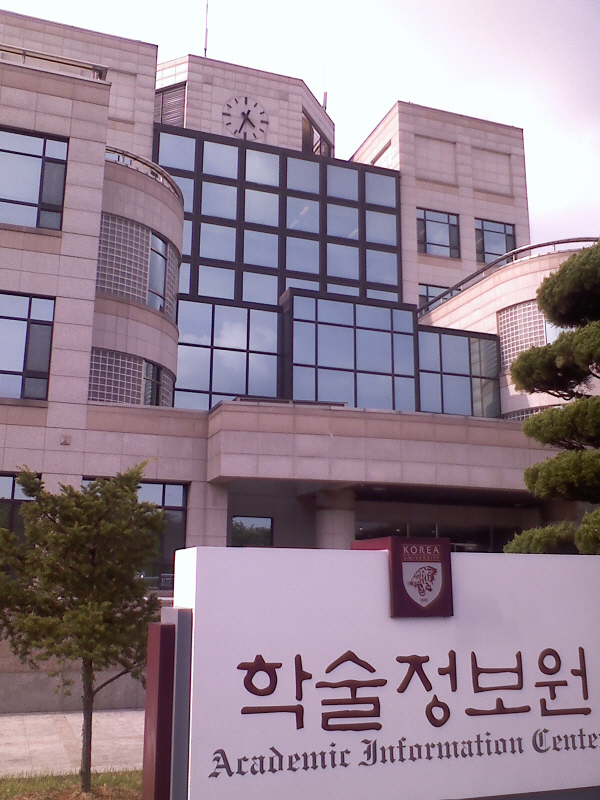
학술정보원
인문관
석원경상관
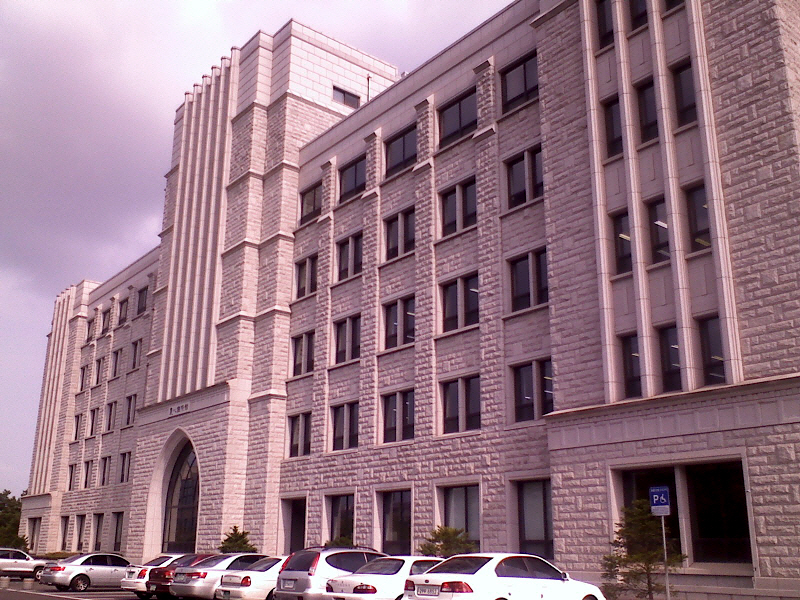
농심국제관
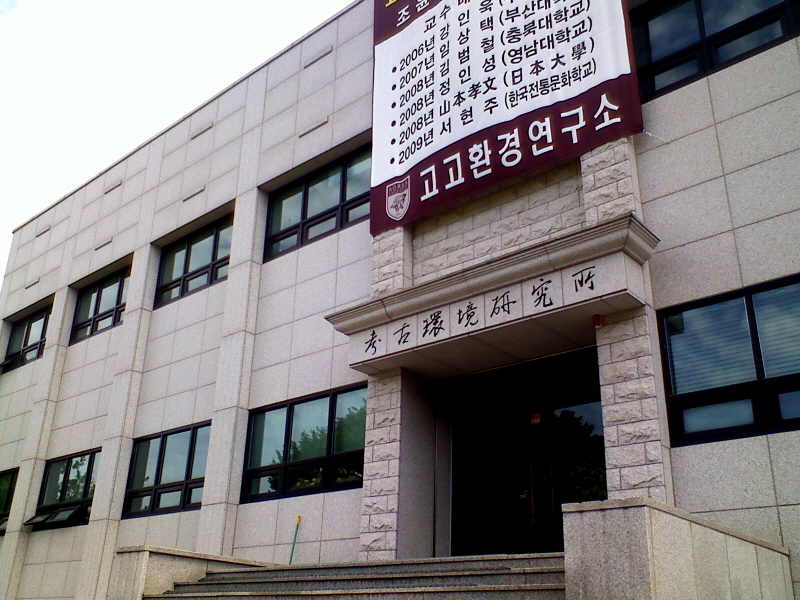
고고환경연구소
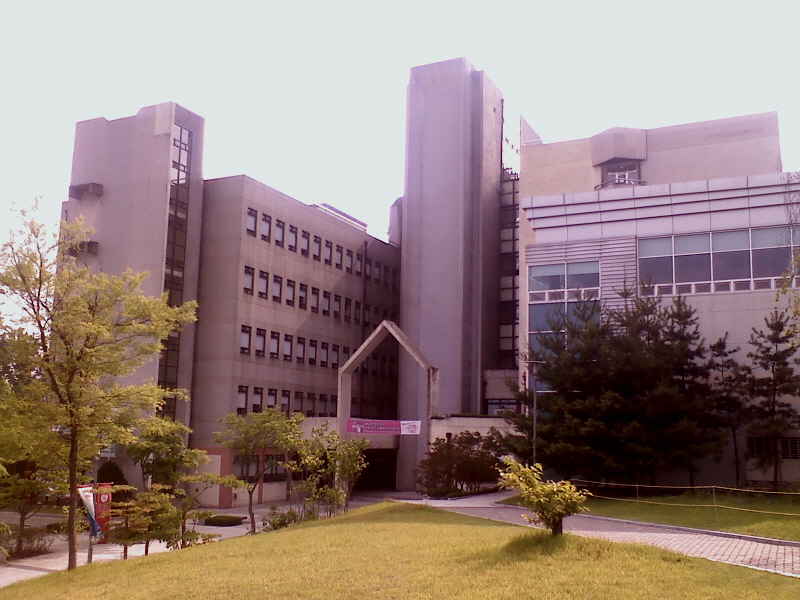
제1과학기술관
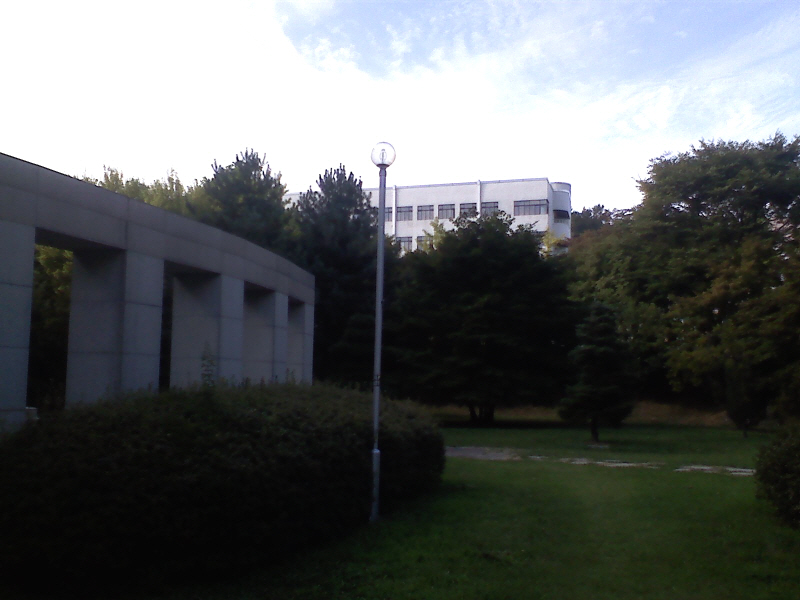
제2과학기술관
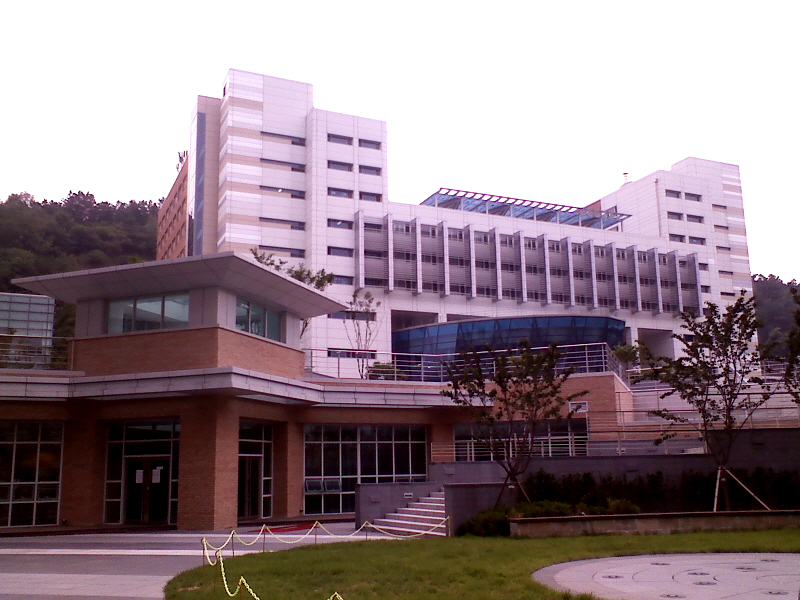
진리관
자유관,정의관
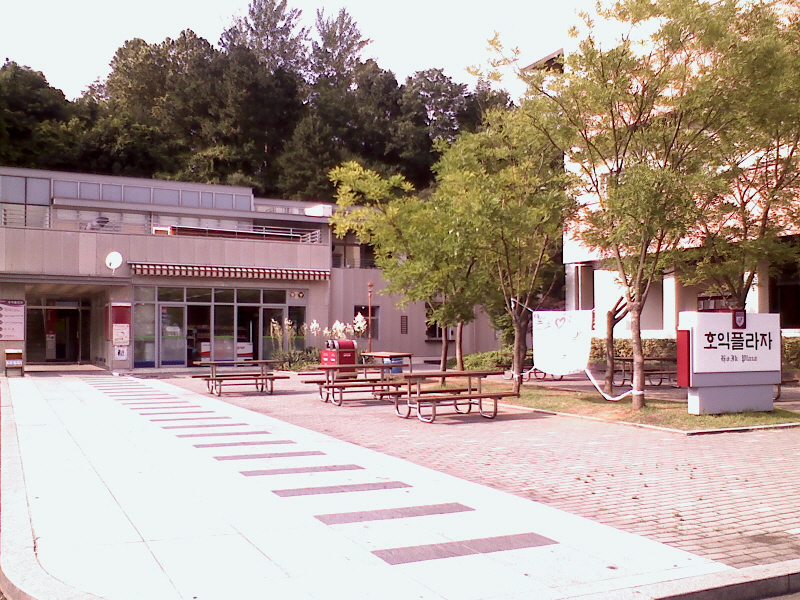
호익플라자
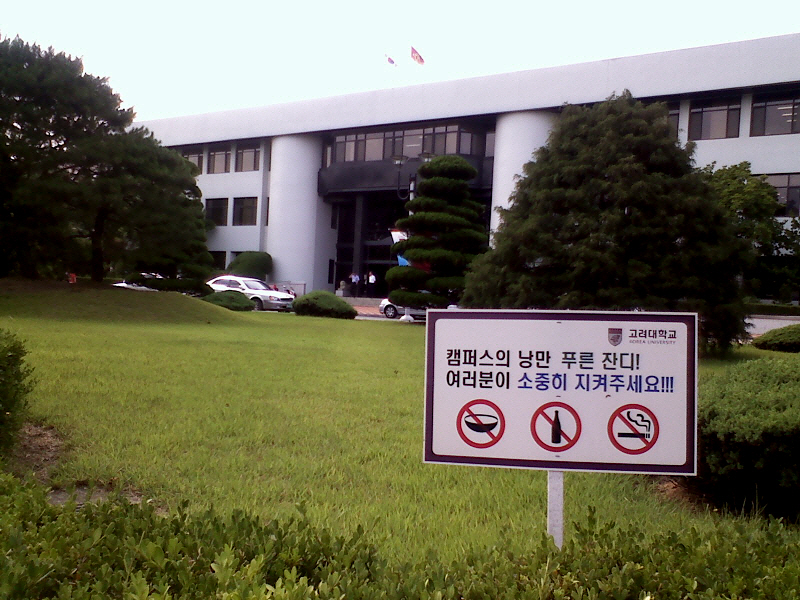
행정관
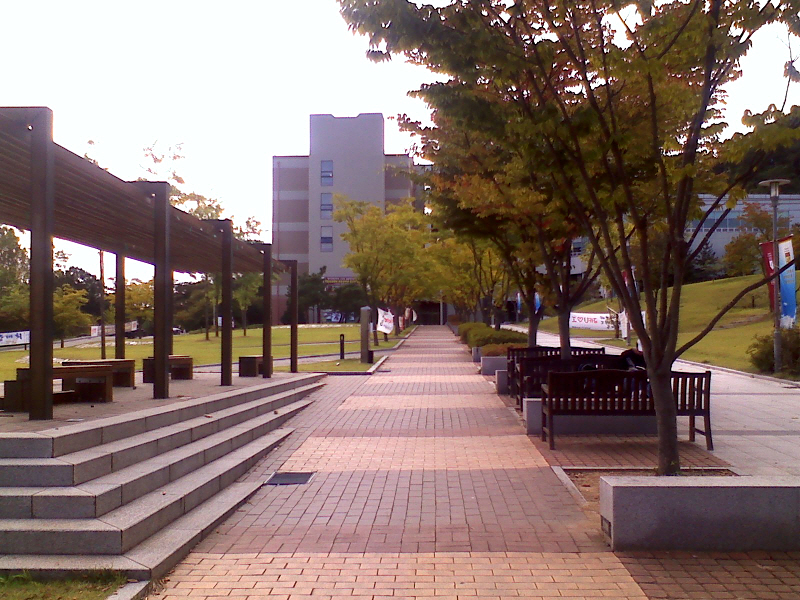
중앙광장

## 학내 단체
- 총학생회 : 1988년에 설립되었으며 2012년도에는 25대 총학생회가 활동하고 했었다.[22]
- KDBS(고려대학교 교내방송) : 1984년 개국[23] 한 고려대학교 내 학교 부속 언론기관이다. 보도와 교양 프로그램을 자체 제작하여 학내 오디오스피커망, PDP를 통해 송출하고 있으며[24] 보도부와 제작부, 아나운서부와 영상부를 두고 있다.[25] 인터넷 홈페이지에서 오디오방송과 영상방송 내용을 확인할 수 있다.

## 위치
본교 메인캠퍼스의 위치는 '세종특별자치시 세종로 2511'이며 세종캠퍼스를 구성하는 나머지 부분의 대략적인 위치는 다음과 같다.
- 세종특별자치시 동남부 (행정도시캠퍼스 예정; MOU체결)
- 충청북도 청주시 오송생명과학단지 (의생명공학원)
- 행정중심복합도시 정부세종청사 인근 (행정전문대학원)